# 創業軒
創業軒有限公司（英語：Support the Employment of People with Disabilities Ltd，簡稱：SEPD）是由香港社會福利署轄下的其他單位，於2002年8月由促進殘疾人士就業諮詢委員會根據《公司條例》（第32章）成立，現任主席為王佩兒女士，無障礙主任為傅婷恩女士。
創業軒有限公司的成立是為了增加殘疾人士自力更生及工作的機會，讓他們融入社會。为此創業軒於2003年9月建立「Let Them Shine」品牌，并成功註冊商標。Let Them Shine的服務及產品均由受資助的職業康復服務單位提供，各單位更組成聯盟，聯盟包括36間康復機構轄下160間職業復康單位（包括庇護工場、輔助就業單位、綜合職業康復服務中心及綜合職業訓練中心）及透過「創業展才能」計劃支持成立的社會企業（創業展才能社企），組成逾萬名殘疾人士的聯盟，為工商各界提供服務及產品。
「創業軒」品牌的英文簡稱SEPD也象征着出色（Superb）、卓越（Excellent）、傑出（Prominent）及突出（Distinguished）。

## 「創業軒」聯盟成員
- 香港中華基督教青年會
- 仁濟醫院
- 東華三院
- 香港神託會
- 利民會
- 保良局
- 匡智會
- 香港失明人協進會
- 香港唐氏綜合症協會
- 香港傷殘青年協會
- 香港心理衞生會
- 香港耀能協會
- 鄰舍輔導會
- 香港明愛
- 磐石協會
- 藝全人
- 救世軍
- 基督教靈實協會
- 香港聾人福利促進會
- 新生精神康復會
- 扶康會
- 香港基督教服務處
- 基督教懷智服務處
- 香港傷健協會
- 路向四肢傷殘人士協會
- 香港善導會
- 香港復康力量
- 浸信會愛群社會服務處
- CareER
- 香港盲人輔導會
- 心光盲人院暨學校
- 龍耳
- 循道衛理楊震社會服務處
- 香港聖公會福利協會康恩園
- 香港路德會
- 神召會

## 服務
「創業軒」服務及產品包括食品及餐飲服務、零售服務、清潔服務（汽車美容）、郵件處理、按摩、數據輸入及文字處理、手工藝品製作等。

## 創業軒所舉辦的活動
- Let Them Shine Gala（自2010年起在每年11月其中一個週末舉行的展銷活動）

### 近年舉行展銷活動日子
- 2010年11月10日-14日
- 2011年11月15日
- 2012年11月1日-3日
- 2013年11月22日-24日
- 2014年11月12日-16日
- 2015年11月12日-15日

- 「創業展才能」計劃
- 「創業軒」巡禮
- Let Them Shine 商業服務支援計劃
- 能人所不能‧烹飪比賽
- 「點點創意展才能」頒獎典禮

## 宣傳及社區教育
創業軒獲am730報章支持，定期提供專欄刊登，以「原來你咁叻」為題，介紹殘疾人士的才華故事。曾經介紹過的才華故事包括玻璃工藝、繪畫、魔術表演、醒獅、紙雕等。

## 外部連結
- 創業軒 （页面存档备份，存于）
- 創業軒facebook 專頁 （页面存档备份，存于）
- 殘障人士 撐起創業軒 （页面存档备份，存于）
- 香港“创业轩”作品展示自强不息精神